# Compañía General del Comercio del Brasil
La Compañía General del Comercio del Brasil fue una empresa mercantil monopolística creada por la Corona portuguesa en 1649 para favorecer el comercio entre Brasil y la metrópolis portuguesa.

## Creación
La creación de la compañía se hizo el 10 de marzo de 1649. Su objetivo declarado era fomentar el comercio entre Brasil y la metrópoli portuguesa. Tenía permiso para actuar en la costa brasileña entre Río Grande del Norte y San Vicente. Los accionistas, en la práctica comerciantes de alto nivel económico, se comprometían a mantener una flota de guerra de treinta y seis buques que debía servir para escoltar a los mercantes que dos veces al año viajarían entre Lisboa y Bahía. La compañía obtuvo a cambio el monopolio de exportación de palo de Brasily de la compraventa de algunos artículos esenciales (harina de trigo, vino, aceite y bacalao) durante veinte años. El resto de exportaciones brasileñas quedaban obligadas a viajar en convoyes, que debían pagar los exportadores.
La administración empresarial quedaba a cargo de una junta de nueve miembros escogidos cada tres años por los accionistas.

## Reacciones y operaciones
La formación de la compañía suscitó las protestas de los pequeños comerciantes portugueses, tanto en Europa como en América. Sin embargo, la empresa atrajo inversores rápidamente y el primer viaje comercial zarpó de Lisboa el 4 de noviembre de 1649.
En América, la imposición de la empresa monopolística socavó las simpatías de los colonos brasileños por la dinastía de Braganza.

## Fin del monopolio
La Corona portuguesa acabó con el monopolio de la compañía el 9 de mayo de 1659, primer paso para su desmantelamiento. Su sistema de administración se cambió el 15 de diciembre de 1662: a partir entonces, el presidente y seis de los miembros de la junta de administración serían nombrados por la Corona, y debían ser nobles. Finalmente, la Corona expropió la compañía, indemnizando a los accionistas con juros al 5 % de interés. Estas medidas buscaban controlar a los conversos, en parte ya emigrados a Inglaterra y a Holanda y favorecer tanto a la nobleza como a los comerciantes cristianos viejos.